# Astragalus barnebyi
Astragalus barnebyi là một loài thực vật có hoa trong họ Đậu. Loài này được S.L.Welsh & N.D.Atwood miêu tả khoa học đầu tiên.